# Cápák között
A Cápák között 2019-től vetített magyar üzleti show-műsor, melyben befektetők, vagyis „cápák” fektettek be vállalkozásokba, cégekbe. A befektetések során saját pénzüket kockáztatják. A műsor az amerikai Shark Tank magyar változata.
A műsort 2019. február 18-án mutatták be az RTL-en.

## Évadok
| Évad | Évad | Részek száma | Évadbemutató        | Évadzáró          | Eredeti adó |
| ---- | ---- | ------------ | ------------------- | ----------------- | ----------- |
|      | 1.   | 9            | 2019. február 18.   | 2019. április 15. |             |
|      | 2.   | 10           | 2020. április 27.   | 2020. július 6.   |             |
|      | 3.   | 10           | 2021. február 25.   | 2021. április 30. |             |
|      | 4.   | 10           | 2022. január 2.     | 2022. március 6.  |             |
|      | 5.   | 13           | 2023. január 8.     | 2023. április 2.  |             |
|      | 6.   | 5            | 2023. szeptember 3. | 2023. október 1.  |             |
|      | 7.   | 16           | 2024. január 7.     | 2024. június 9.   |             |
|      | 8.   | 17           | 2025. január 5.     | 2025. május 4.    |             |
|      | 9.   |              |                     |                   |             |

2019 januárjának végén jelentették be, hogy hazánkban is elindul a Shark Tank (Dragon's Den) magyar változata. A műsor első évada 2019. február 18-án indult, és április 15-én ért véget. A második évad 2020. április 27-én indult, és július 6-án ért véget. A harmadik évad 2021. február 25-én indult, és április 30-án ért véget. A negyedik évad 2022. január 2-án indult, és március 6-án ért véget. A negyedik évadtól kezdve már vasárnaponként jelentkezik. Az ötödik évad 2023. január 8-án indult, és április 2-án ért véget. A hatodik évad 2023. szeptember 3-án indult, és október 1-jén ért véget. A hatodik évadnál először jelentkezett ősszel a műsor. A hetedik évad 2024. január 7-én indult, és március 3-án szünetre vonult. A hetedik évad április 28-án folytatódott, és június 9-én ért véget. A nyolcadik évad 2025. január 5-én indult.

## Cápák és műsorvezető
| Név                     | Évad               | Évad               | Évad               | Évad               | Évad               | Évad               | Évad               | Évad               | Évad               |
| Név                     | 1.                 | 2.                 | 3.                 | 4.                 | 5.                 | 6.                 | 7.                 | 8.                 | 9.                 |
| Cápák (Befektetők)      | Cápák (Befektetők) | Cápák (Befektetők) | Cápák (Befektetők) | Cápák (Befektetők) | Cápák (Befektetők) | Cápák (Befektetők) | Cápák (Befektetők) | Cápák (Befektetők) | Cápák (Befektetők) |
| ----------------------- | ------------------ | ------------------ | ------------------ | ------------------ | ------------------ | ------------------ | ------------------ | ------------------ | ------------------ |
| Balogh Levente          |                    |                    |                    |                    |                    |                    |                    |                    |                    |
| Balogh Péter            |                    |                    |                    |                    |                    |                    |                    |                    |                    |
| Lakatos István          |                    |                    |                    |                    |                    |                    |                    |                    |                    |
| Orbók Ilona             |                    |                    |                    |                    |                    |                    |                    |                    |                    |
| Bojinka Miklós          |                    |                    |                    |                    |                    |                    |                    |                    |                    |
| Tóth Ildikó             |                    |                    |                    |                    |                    |                    |                    |                    |                    |
| Lotfi Farbod            |                    |                    |                    |                    |                    |                    |                    |                    |                    |
| Csillag Péter           |                    |                    |                    |                    |                    |                    |                    |                    |                    |
| Wáberer György          |                    |                    |                    |                    |                    |                    |                    |                    |                    |
| Szauer Tamás            |                    |                    |                    |                    |                    |                    |                    |                    |                    |
| Korábbi cápák           |                    |                    |                    |                    |                    |                    |                    |                    |                    |
| Moldován András         |                    |                    |                    |                    |                    |                    |                    |                    |                    |
| Sárospataki Albert      |                    |                    |                    |                    |                    |                    |                    |                    |                    |
| Varga Eszter            |                    |                    |                    |                    |                    |                    |                    |                    |                    |
| Tomán Szabina           |                    |                    |                    |                    |                    |                    |                    |                    |                    |
| Fehér Gyula             |                    |                    |                    |                    |                    |                    |                    |                    |                    |
| Apró Anna               |                    |                    |                    |                    |                    |                    |                    |                    |                    |
| Műsorvezető             |                    |                    |                    |                    |                    |                    |                    |                    |                    |
| Kovalcsik Ildikó (Lilu) |                    |                    |                    |                    |                    |                    |                    |                    |                    |

Az első öt évadban Kovalcsik Ildikó (Lilu) volt a műsorvezető. Az első évadban Apró Anna, Balogh Péter, Balogh Levente, Moldován András és Fehér Gyula voltak a cápák. Második évadtól Apró Anna helyét Tomán Szabina vette át. A harmadik évadtól Fehér Gyula helyét Lakatos István vette át. A negyedik és ötödik évadban a cápák nem változtak. 2023. július 4-én Tomán Szabina bejelentette, hogy nem tér vissza a Cápák Között 6. évadába. 2023. augusztus 16-án jelentették be a hatodik évad indulását és az új cápákat. Tomán Szabina mellett Lakatos István sem tér vissza, helyüket Orbók Ilona és Varga Eszter vették át. Balogh Levente, Balogh Péter és Moldován András pedig a 6. alkalommal foglalták el helyüket a műsorban. A 7. évadban a korábbi cápák mellé visszatért Lakatos István és új cápaként Sárospataki Albert, így ebben az évadban összesen 7 cápa szerepelt. Balogh Levente, Balogh Péter és Moldován András az összes adásban szerepel. Lakatos István, Orbók Ilona, Varga Eszter és Sárospataki Albert pedig felváltva szerepelnek a 7. évadban.
2024. október 29-én a Fókuszban bejelentették, hogy az előző évad cápái közül nem tér vissza a nyolcadik évadban dr. Varga Eszter, Moldován András és Sárospataki Albert. Moldován András távozása után csak Balogh Levente és Balogh Péter az a két cápa akik a műsor indulása óta, minden évben szerepelnek a műsorban.
2024. december 2-án jelentették be, hogy 6 új cápa csatlakozik Balogh Levente, Balogh Péter, Lakatos István és Orbók Ilona mellé a 8. évadban. Az új cápák: Bojinka Miklós, Tóth Ildikó, Lotfi Farbod, Csillag Péter, Wáberer György és Szauer Tamás. A műsorvezető ebben az évadban is Kovalcsik Ildikó (Lilu).

## Befektetések

### A cápák ajánlatai
A cápa nem tett ajánlatot.
     Befektetést kapott a cápától.
     A műsorban nem kapott befektetést a cápától csak a műsor után.
     A kapott ajánlatot elutasította, vagy a cápa visszavonta az ajánlatát.
     A teljes ajánlathoz további cápák csatlakozására lett volna szükség, így a befektetés nem valósult meg.
     Ingyenes támogatást kapott.

#### 1-4. évad
| Évad | Epizód | Cég/Termék         | Cég/Termék kategóriája  | Cápák          | Cápák          | Cápák        | Cápák         | Cápák           |
| 1    | Epizód | Cég/Termék         | Cég/Termék kategóriája  | Balogh Levente | Fehér Gyula    | Balogh Péter | Apró Anna     | Moldován András |
| ---- | ------ | ------------------ | ----------------------- | -------------- | -------------- | ------------ | ------------- | --------------- |
| 1    | 1.-9.  | Nauty Lollipops    | Élelmiszer              |                |                |              |               |                 |
| 1    | 1.-9.  | Mobil Gyógyszertár | Egészségügy             |                |                |              |               |                 |
| 1    | 1.-9.  | Gulyásbomba        | Vendéglátás             |                |                |              |               |                 |
| 1    | 1.-9.  | Jógakaland         | Szolgáltatás            |                |                |              |               |                 |
| 1    | 1.-9.  | Zooro              | Állatápolás             |                |                |              |               |                 |
| 1    | 1.-9.  | Hamikabi           | Webshop                 |                |                |              |               |                 |
| 1    | 1.-9.  | Enduraid           | Applikáció              |                |                |              |               |                 |
| 1    | 1.-9.  | Eddie              | Oktatás                 |                |                |              |               |                 |
| 1    | 1.-9.  | Smartkosár         | Szolgáltatás            |                |                |              |               |                 |
| 2    | Epizód | Cég/Termék         | Cég/Termék kategóriája  | Balogh Levente | Fehér Gyula    | Balogh Péter | Tomán Szabina | Moldován András |
| 2    | 1.-10. | Cseppke            | Ruházat                 |                |                |              |               |                 |
| 2    | 1.-10. | Égboltkép          | Ajándéktárgy            |                |                |              |               |                 |
| 2    | 1.-10. | Snack Garden       | Élelmiszer              |                |                |              |               |                 |
| 2    | 1.-10. | Cleango            | Szolgáltatás            |                |                |              |               |                 |
| 2    | 1.-10. | Pesti Pipi         | Vendéglátás             |                |                |              |               |                 |
| 2    | 1.-10. | Meska              | Művészet                |                |                |              |               |                 |
| 2    | 1.-10. | Fű juice bár       | Vendéglátás             |                |                |              |               |                 |
| 3    | Epizód | Cég/Termék         | Cég/Termék kategóriája  | Balogh Levente | Lakatos István | Balogh Péter | Tomán Szabina | Moldován András |
| 3    | 1.-10. | Munch              | Élelmiszer/Szolgáltatás |                |                |              |               |                 |
| 3    | 1.-10. | Homoky Dorka       | Élelmiszer              |                |                |              |               |                 |
| 3    | 1.-10. | Forever Hands      | Ajándéktárgy            |                |                |              |               |                 |
| 3    | 1.-10. | Inkness            | Szolgáltatás            |                |                |              |               |                 |
| 3    | 1.-10. | Flora Miniwash     | Szolgáltatás            |                |                |              |               |                 |
| 4    | 1.     | Vegi Pont          | Élelmiszer              |                |                |              |               |                 |
| 4    | 1.     | Pipacs Pékség      | Élelmiszer              |                |                |              |               |                 |
| 4    | 2.     | Genesis            | Űrkutatás               |                |                |              |               |                 |
| 4    | 3.     | Quantum            | Informatika             |                |                |              |               |                 |
| 4    | 3.     | Wrecking Room      | Szolgáltatás            |                |                |              |               |                 |
| 4    | 3.     | Ételmentő          | Élelmiszer              |                |                |              |               |                 |
| 4    | 4.     | Mamba              | Szolgáltatás            |                |                |              |               |                 |
| 4    | 4.     | Primadonna         | Élelmiszer              |                |                |              |               |                 |
| 4    | 4.     | BetterDose         | Egészségügy             |                |                |              |               |                 |
| 4    | 5.     | Urilcard           | Technológia             |                |                |              |               |                 |
| 4    | 6.     | Little Love Box    | Ajándéktrágy            |                |                |              |               |                 |
| 4    | 7.     | Simon Gyümölcs     | Élelmiszer              |                |                |              |               |                 |
| 4    | 8.     | DIOO               | Oktatás                 |                |                |              |               |                 |
| 4    | 9.     | Rami Wedding Dress | Divat                   | I.             |                |              | I.            |                 |
| 4    | 9.     | Rami Wedding Dress | Divat                   | II.            | II.            |              |               |                 |
| 4    | 10.    | CremediQ           | Szépségápolás           |                |                |              |               |                 |

### Elfogadott és elutasított ajánlatok cápánként
| Cápa               | Évadok          | Ajánlatok       | Ajánlatok                    | Ajánlatok       |
| Cápa               | Évadok          | Elfogadott      | Elutasított, vagy visszavont | Összesen        |
| Jelenlegi cápák    | Jelenlegi cápák | Jelenlegi cápák | Jelenlegi cápák              | Jelenlegi cápák |
| ------------------ | --------------- | --------------- | ---------------------------- | --------------- |
| Lakatos István     | 3.-5., 7.-      | 29              | 20                           | 49              |
| Balogh Péter       | 1. -            | 40              | 5                            | 45              |
| Balogh Levente     | 1. -            | 31              | 13                           | 44              |
| Orbók Ilona        | 6. -            | 11              | 11                           | 22              |
| Bojinka Miklós     | 8. -            | 5               | 2                            | 7               |
| Csillag Péter      | 8. -            | 3               | 3                            | 6               |
| Wáberer György     | 8. -            | 4               | 1                            | 5               |
| Lotfi Farbod       | 8. -            | 3               | 2                            | 5               |
| Tóth Ildikó        | 8. -            | 4               | 0                            | 4               |
| Szauer Tamás       | 8. -            | 1               | 1                            | 2               |
| Korábbi cápák      |                 |                 |                              |                 |
| Moldován András    | 1. – 7.         | 15              | 13                           | 28              |
| Tomán Szabina      | 2. – 5.         | 12              | 5                            | 17              |
| Sárospataki Albert | 7.              | 10              | 5                            | 15              |
| Varga Eszter       | 6. – 7.         | 5               | 4                            | 9               |
| Fehér Gyula        | 1. – 2.         | 4               | -                            | 4               |
| Apró Anna          | 1.              | 2               | -                            | 2               |

## Cápák között extra
A 8. évad újdonsága, hogy a televíziós adások után jelentkezik a Cápák között kibeszélő műsora az RTL.hu oldalon Cápák között extra címmel.
| Évad | Évad | Műsor címe         | Részek száma | Bemutató        | Finálé         | Műsorvezető      | Premier műsorsáv | Csatorna |
| ---- | ---- | ------------------ | ------------ | --------------- | -------------- | ---------------- | ---------------- | -------- |
|      | 1.   | Cápák között extra | 17           | 2025. január 5. | 2025. május 4. | Pistyur Veronika | vasárnap este    | RTL.hu   |

## Nézettség
Az évad legmagasabb nézettsége.
     Az évad legalacsonyabb nézettsége.
| Adás          | Sugárzás          | Idősáv          | Teljes lakosság (4+) | Teljes lakosság (4+) | Teljes lakosság (4+) | Célközönség (18-49) | Célközönség (18-49) | Célközönség (18-49) | Csatorna  | Forrás    |
| Adás          | Sugárzás          | Idősáv          | AMR                  | Arány (AMR%)         | Heti helyezés        | AMR                 | Arány (AMR%)        | Heti helyezés       | Csatorna  | Forrás    |
| Első évad     | Első évad         | Első évad       | Első évad            | Első évad            | Első évad            | Első évad           | Első évad           | Első évad           | Első évad | Első évad |
| ------------- | ----------------- | --------------- | -------------------- | -------------------- | -------------------- | ------------------- | ------------------- | ------------------- | --------- | --------- |
| 1.adás        | 2019. február 18. | hétfő 21:15     | 403688               | 4,5                  | 11.                  | N/A                 | N/A                 | N/A                 |           | [ 35 ]    |
| 2.adás        | 2019. február 25. | hétfő 21:30     | 381716               | 4,3                  | 14.                  | N/A                 | N/A                 | N/A                 |           | [ 35 ]    |
| 3.adás        | 2019. március 4.  | hétfő 21:45     | 356986               | 4                    | 15.                  | N/A                 | N/A                 | N/A                 |           | [ 35 ]    |
| 4.adás        | 2019. március 11. | hétfő 21:45     | 359325               | 4                    | 16.                  | N/A                 | N/A                 | N/A                 |           | [ 35 ]    |
| 5.adás        | 2019. március 18. | hétfő 21:45     | 388555               | 4,4                  | 13.                  | N/A                 | N/A                 | N/A                 |           | [ 35 ]    |
| 6. adás       | 2019. március 25. | hétfő 21:45     | 373089               | 4,2                  | 15.                  | N/A                 | N/A                 | N/A                 |           | [ 35 ]    |
| 7. adás       | 2019. április 1.  | hétfő 21:45     | 357701               | 4                    | 12.                  | N/A                 | N/A                 | N/A                 |           | [ 35 ]    |
| 8. adás       | 2019. április 8.  | hétfő 21:45     | 289081               | 3,2                  | 19.                  | N/A                 | N/A                 | N/A                 |           | [ 35 ]    |
| 9. adás       | 2019. április 15. | hétfő 21:45     | 330126               | 3,7                  | 14.                  | N/A                 | N/A                 | N/A                 |           | [ 35 ]    |
| Második évad  |                   |                 |                      |                      |                      |                     |                     |                     |           |           |
| 1.adás        | 2020. április 27. | hétfő 21:00     | 388662               | 4,4                  | 15.                  | N/A                 | N/A                 | N/A                 |           | [ 36 ]    |
| 2.adás        | 2020. május 4.    | hétfő 21:00     | 366513               | 4,1                  | 13.                  | N/A                 | N/A                 | N/A                 |           | [ 36 ]    |
| 3.adás        | 2020. május 11.   | hétfő 21:00     | 331282               | 3,7                  | 16.                  | N/A                 | N/A                 | N/A                 |           | [ 36 ]    |
| 4.adás        | 2020. május 18.   | hétfő 21:00     | 331357               | 3,7                  | 15.                  | N/A                 | N/A                 | N/A                 |           | [ 36 ]    |
| 5.adás        | 2020. május 25.   | hétfő 21:00     | 336967               | 3,8                  | 14.                  | N/A                 | N/A                 | N/A                 |           | [ 36 ]    |
| 6. adás       | 2020. június 8.   | hétfő 21:00     | 348148               | 3,9                  | 9.                   | N/A                 | N/A                 | N/A                 |           | [ 36 ]    |
| 7. adás       | 2020. június 15.  | hétfő 21:00     | 339785               | 3,8                  | 12.                  | N/A                 | N/A                 | N/A                 |           | [ 36 ]    |
| 8. adás       | 2020. június 22.  | hétfő 21:00     | 352214               | 4,0                  | 8.                   | N/A                 | N/A                 | N/A                 |           | [ 36 ]    |
| 9. adás       | 2020. június 29.  | hétfő 21:00     | 313313               | 3,5                  | 11.                  | N/A                 | N/A                 | N/A                 |           | [ 36 ]    |
| 10. adás      | 2020. július 6.   | hétfő 21:00     | 340849               | 3,8                  | 10.                  | N/A                 | N/A                 | N/A                 |           | [ 36 ]    |
| Harmadik évad |                   |                 |                      |                      |                      |                     |                     |                     |           |           |
| 1.adás        | 2021. február 25. | csütörtök 22:15 | 265429               | 3,1                  | 18.                  | 157720              | 3,2                 | 15.                 |           | [ 37 ]    |
| 2. adás       | 2021. március 4.  | csütörtök 22:15 | 336384               | 3,9                  | 15.                  | 174679              | 3,5                 | 13.                 |           | [ 37 ]    |
| 3. adás       | 2021. március 5.  | péntek 21:05    | 336384               | 3,9                  | 15.                  | 174679              | 3,5                 | 13.                 |           | [ 37 ]    |
| 4. adás       | 2021. március 12. | péntek 21:05    | 377595               | 4,4                  | 13.                  | 211498              | 4,3                 | 12.                 |           | [ 37 ]    |
| 5. adás       | 2021. március 19. | péntek 21:05    | 421674               | 4,9                  | 14.                  | 240876              | 4,9                 | 11.                 |           | [ 37 ]    |
| 6. adás       | 2021. március 26. | péntek 21:05    | 381742               | 4,4                  | 14.                  | 226531              | 4,6                 | 13.                 |           | [ 37 ]    |
| 7. adás       | 2021. április 9.  | péntek 21:05    | 418640               | 4,8                  | 14.                  | 229421              | 4,6                 | 12.                 |           | [ 37 ]    |
| 8. adás       | 2021. április 16. | péntek 21:05    | 469124               | 5,4                  | 14.                  | 270503              | 5,5                 | 9.                  |           | [ 37 ]    |
| 9. adás       | 2021. április 23. | péntek 21:05    | 434958               | 5,0                  | 12.                  | 241361              | 4,9                 | 9.                  |           | [ 37 ]    |
| 10. adás      | 2021. április 30. | péntek 21:05    | 395734               | 4,6                  | 13.                  | 207647              | 4,2                 | 12.                 |           | [ 37 ]    |
| Negyedik évad |                   |                 |                      |                      |                      |                     |                     |                     |           |           |
| 1.adás        | 2022. január 2.   | vasárnap 18:50  | 585540               | 6,8                  | 7.                   | 237811              | 6,5                 | 3.                  |           | [ 38 ]    |
| 2.adás        | 2022. január 9.   | vasárnap 18:50  | 680161               | 8,0                  | 6.                   | 274040              | 7,5                 | 1.                  | [ 39 ]    |           |
| 3.adás        | 2022. január 16.  | vasárnap 18:50  | 643969               | 7,5                  | 4.                   | 243167              | 6,6                 | 1.                  | [ 40 ]    |           |
| 4.adás        | 2022. január 23.  | vasárnap 18:50  | 661141               | 7,7                  | 4.                   | 281464              | 7,7                 | 1.                  | [ 41 ]    |           |
| 5.adás        | 2022. január 30.  | vasárnap 18:50  | 609008               | 7,1                  | 6.                   | 262225              | 7,1                 | 2.                  | [ 42 ]    |           |
| 6. adás       | 2022. február 6.  | vasárnap 18:50  | 584838               | 6,8                  | 9.                   | 269442              | 7,3                 | 2.                  | [ 42 ]    |           |
| 7. adás       | 2022. február 13. | vasárnap 18:50  | 582978               | 6,8                  | 8.                   | 259926              | 7,1                 | 2.                  | [ 43 ]    |           |
| 8. adás       | 2022. február 20. | vasárnap 18:50  | 524604               | 6,1                  | 9.                   | 241331              | 6,6                 | 3.                  | [ 44 ]    |           |
| 9. adás       | 2022. február 27. | vasárnap 18:50  | 604830               | 7,1                  | 6.                   | 293257              | 8                   | 2.                  | [ 45 ]    |           |
| 10. adás      | 2022. március 6.  | vasárnap 18:50  | 581299               | 6,8                  | 8.                   | 286074              | 7,8                 | 1.                  | [ 37 ]    |           |

### Átlagnézettség
A +4-es adatok a teljes lakosságra, a 18–49-es adatok a célközönségre vonatkoznak.
| Évad | Sugárzás                                     | Epizódok száma | Teljes lakosság (+4) | Teljes lakosság (+4) | Célközönség (18–49 / 18-59*) | Célközönség (18–49 / 18-59*) |
| Évad | Sugárzás                                     | Epizódok száma | AMR (fő)             | SHR (%)              | AMR (fő)                     | SHR (%)                      |
| ---- | -------------------------------------------- | -------------- | -------------------- | -------------------- | ---------------------------- | ---------------------------- |
| 1.   | hétfő 21:15 hétfő 21:30 hétfő 21:45          | 9              | 360 000              |                      |                              |                              |
| 2.   | hétfő 21:00                                  | 10             | 344 000              |                      |                              |                              |
| 3.   | csütörtök 22:15 péntek 21:05                 | 10             | 383 000              |                      | 220 000                      |                              |
| 4.   | vasárnap 19:00                               | 10             | 605 000              |                      | 265 000                      |                              |
| 5.   | vasárnap 19:00                               | 13             | 618 000              |                      | 271 000                      |                              |
| 6.   | vasárnap 19:00                               | 5              | 422 000              |                      | 190 000                      |                              |
| 7.   | vasárnap 19:00 vasárnap 19:15 vasárnap 19:30 | 16             | 542 000              |                      | 213 000                      |                              |
| 8.   | vasárnap 20:00                               | 17             | 519 000              | 12,25                | 284 458                      | 12,85                        |
| 9.   |                                              |                |                      |                      |                              |                              |

*2025 január 1-től az RTL Magyarország 18-59-es célcsoportra váltott, így a nyolcadik évadtól kezdődően ennek a célcsoportnak az adatai kerülnek megjelenítésre. 

## Díjai
| Év   | Díj                       | Díj                     | Jelölt                  | Eredmény | Link   |
| ---- | ------------------------- | ----------------------- | ----------------------- | -------- | ------ |
| 2020 | Televíziós Újságírók Díja | Legjobb női műsorvezető | Kovalcsik Ildikó (Lilu) | Jelölve  | [ 47 ] |
| 2020 | Televíziós Újságírók Díja | Legjobb reality         | Cápák között            | Elnyerte | [ 47 ] |
| 2021 | Televíziós Újságírók Díja | Legjobb reality         | Cápák között            | Jelölve  | [ 48 ] |
| 2021 | Televíziós Újságírók Díja | Legjobb női műsorvezető | Kovalcsik Ildikó (Lilu) | Jelölve  | [ 48 ] |
| 2022 | Televíziós Újságírók Díja | Legjobb reality         | Cápák között            | Elnyerte | [ 49 ] |
| 2023 | Televíziós Újságírók Díja | Legjobb reality         | Cápák között            | Jelölve  | [ 50 ] |
| 2023 | Televíziós Újságírók Díja | Legjobb női műsorvezető | Kovalcsik Ildikó (Lilu) | Jelölve  | [ 50 ] |
| 2025 | Televíziós Újságírók Díja | Legjobb reality         | Cápák között            | Jelölve  | [ 51 ] |